# Angus T. Jones
Pour les articles homonymes, voir Jones.
Angus Turner Jones né le 8 octobre 1993 à Austin est un acteur américain. Il est connu pour son rôle de Jake Harper dans la sitcom Mon oncle Charlie.

## Biographie
Angus T. Jones est né à Austin, au Texas. Ses parents sont Kelly Charles Jones et Carey Lynn Claypool.

## Carrière
Il est surtout connu pour le rôle de Jake dans Mon oncle Charlie. Grâce à ce rôle, il a obtenu le Silver Icon Award from Travolta Family Entertainment. Il a aussi joué dans plusieurs films comme : See Spot Run, The Rookie, Bringing Down the House, George of the Jungle 2, et The Christmas Blessing.
En 2010, il a signé un contrat de 20,9 million $ pour deux saisons (26 épisodes) de Mon oncle Charlie, plus un bonus de 500 000 $, et devenu l'enfant le mieux  payé à la télévision jusqu'en octobre 2011,,.
En mai 2011, CBS annonce que Mon Oncle Charlie reviendra dès septembre 2011, avec, en nouvelle vedette, le plus « Twitté » des acteurs Américains, Ashton Kutcher. Dans cette nouvelle version sans l'oncle Charlie, il est annoncé qu'Angus T. Jones aura un rôle beaucoup plus important que les années précédentes aux côtés de Jon Cryer et de la nouvelle recrue de l'équipe.
Devenu adulte et fervent fidèle de l’Église adventiste du Septième jour, il critique dans ses aspects moraux la série qui l'a fait connaître. Le 27 novembre 2012, notamment, il attaque la sitcom dans une vidéo sur internet, demandant aux téléspectateurs d'arrêter de la regarder et de remplir leur « tête d'obscénités ». L'acteur s'est excusé après : « Je suis très reconnaissant. J'ai la plus haute considération et le plus grand respect pour la merveilleuse équipe de  Mon Oncle Charlie  avec laquelle j'ai travaillé depuis dix ans et que je considère comme ma famille ».

## Filmographie
| Année                                                        | Titre                                        | Rôle                  |
| ------------------------------------------------------------ | -------------------------------------------- | --------------------- |
| 1999                                                         | Simpatico                                    | enfant de cinq ans    |
| 2001                                                         | See Spot Run                                 | James                 |
| 2001                                                         | Dinner with Friends                          | Sammy                 |
| 2001                                                         | Urgences (ER)                                | Sean Gattney          |
| 2002                                                         | The Rookie                                   | Hunter Morris         |
| 2002                                                         | Bronx à Bel Air                              | Georgie Sanderson     |
| 2003                                                         | Le Destin d'Audrey (Audrey's Rain)           | Tye Powell            |
| 2003                                                         | George de la jungle 2                        | George Jr.            |
| 2003–2013 puis en 2015 (dans le dernier épisode de la série) | Mon oncle Charlie (Two and a Half Men)       | Jake Harper           |
| 2005                                                         | The Christmas Blessing                       | Charlie Bennett       |
| 2008                                                         | Les Experts (CSI: Crime Scene Investigation) | lui-même/ Jake Harper |
| 2010                                                         | Hannah Montana Forever                       | T.J.                  |
| 2010                                                         | Date limite                                  | Lui-même/ Jake Harper |

## Récompenses et nominations
| Année | Résultat   | Récompenses                                 | Catégorie                                                                     | nommé pour son rôle dans |
| ----- | ---------- | ------------------------------------------- | ----------------------------------------------------------------------------- | ------------------------ |
| 2002  | Nomination | Young Artist Awards                         | Meilleure prestation dans un film - Acteur âgé de 10 ans ou moins             | See Spot Run             |
| 2003  | Nomination | Young Artist Awards                         | Meilleure prestation dans un film - Acteur âgé de 10 ans ou moins             | The Rookie               |
| 2003  | Lauréat    | Character and Morality Entertainment Awards | Carmie Award                                                                  | The Rookie               |
| 2004  | Lauréat    | Young Artist Awards                         | Meilleure prestation dans une série télévisée - Acteur âgé de 10 ans ou moins | Mon oncle Charlie        |
| 2006  | Lauréat    | Young Artist Awards                         | Meilleure prestation dans une série télévisée - Second rôle masculin          | Mon oncle Charlie        |
| 2008  | Nomination | Young Artist Awards                         | Meilleure prestation dans une série télévisée - Premier rôle masculin         | Mon oncle Charlie        |
| 2009  | Lauréat    | TV Land Awards                              | Future Classic Award                                                          | Mon oncle Charlie        |